# (4124) Herriot
(4124) Herriot est un astéroïde de la ceinture principale.

## Description
(4124) Herriot est un astéroïde de la ceinture principale. Il fut découvert le 29 septembre 1986 à l'Observatoire Kleť par Zdeňka Vávrová. Il présente une orbite caractérisée par un demi-grand axe de 2,79 UA, une excentricité de 0,03 et une inclinaison de 3,6° par rapport à l'écliptique.

## Compléments